# Идмон
Идмон (на гръцки: Ίδμων) в древногръцката митология е прорицател, син Аполон и Астерия, или Кирена. Извършва пътешествие с аргонавтите, независимо, че му е предсказано, че там ще намери смъртта си.
Умира според едни източници от болест, според други от ухапаване на змия, по трети – разкъсан от диви зверове. Когато през 559 пр.н.е. жителите на Мегара основали град Хераклея Понтийска – те построили по повеля на Аполон гробница над могилата на прорицателя и го почитали като покровител.
- В древногръцката митология има още един Идмон, който е баща на Арахна.